# The Crimson Field
The Crimson Field, es una drama británico transmitida del 6 de abril del 2014 hasta el 11 de mayo del 2014 por medio de la BBC One. La serie al inicio era conocida como "The Ark".
La serie fue escrita por Sarah Phelps y contó con la participación invitada de actores como Peter Sullivan, Rupert Graves, Samuel West, Lorcan Cranitch, Jodhi May, Jason Maza, entre otros...
En el 2014 se anunció que la serie había sido cancelada después de sólo una temporada.

## Historia
El drama estuvo centrado en la Primera Guerra Mundial, y siguió a los médicos y enfermeras de un hospital de campaña británico en Francia.

## Personajes[5][6]

### Personajes Principales
| Actor           | Personaje                  | Ocupación                  | Nº de episodios | Duración |
| --------------- | -------------------------- | -------------------------- | --------------- | -------- |
| Hermione Norris | Grace Carter               | Enfermera (VAD) / Matrona  | 6               | 2014     |
| Oona Chaplin    | Kitty Trevelyan            | Enfermera (VAD)            | 6               | 2014     |
| Richard Rankin  | Capt. Thomas Gillan        | Capitán / Soldado          | 6               | 2014     |
| Marianne Oldham | Rosalie Berwick            | Enfermera                  | 6               | 2014     |
| Kevin Doyle     | Lt. Col. Roland Brett      | Teniente Coronel / Soldado | 6               | 2014     |
| Suranne Jones   | Joan Livesey               | Hermana / Enfermera        | 6               | 2014     |
| Alex Wyndham    | Capt. Miles Hesketh-Thorne | Capitán                    | 6               | 2014     |
| Jack Gordon     | Cpl. Peter Foley           | Corporal / Soldado         | 6               | 2014     |
| Jeremy Swift    | QMS. Reggie Soper          | Sargento / Soldado         | 6               | 2014     |
| Kerry Fox       | Margaret Quayle            | Hermana / Enfermera        | 5               | 2014     |
| Alice St Clair  | Flora Marshall             | Enfermera                  | 6               | 2014     |

### Personajes Recurrentes
| Actor         | Personaje              | Ocupación          | Nº de episodios | Duración |
| ------------- | ---------------------- | ------------------ | --------------- | -------- |
| Simon Wilson  | -                      | Padre              | 3               | 2014     |
| Daniel Betts  | Jaco Tillens           | -                  | 2               | 2014     |
| Abigail Eames | Mathilde Tillens       | -                  | 2               | 2014     |
| Stephan Luca  | Anton Erhlich          | -                  | 2               | 2014     |
| Adam James    | Col. Charles Purbright | Coronel / Soldado  | 2               | 2014     |
| Karl Davies   | Cpl. Lawrence Prentiss | Corporal / Soldado | 2               | 2014     |

## Episodios
- La primera temporada de la serie estuvo conformada por 6 episodios.

## Producción
Originalmente la serie encargada por Ben Stephenson y Danny Cohen se llamaría "The Ark", comenzó el rodaje en agosto del 2013.
La serie fue dirigida por David Evans, Richard Clark y Thaddeus O'Sullivan, contó con la participación de la escritora Sarah Phelps.
La serie fue producida por Annie Tricklebank, quien trabajó junto a los productores ejecutivos Sarah Phelps y Anne Pivcevic.